# Ливада (филм)
Вижте пояснителната страница за други значения на Ливада.
„Ливада“ (на македонска литературна норма: „Ливада“) е късометражен филм от Република Македония от 1998 година на режисьорите Йосиф Йосифовски и Мето Йовановски по сценарий на Ага Кръстевски.